# الصنصل (مناخة)

تعديل مصدري - تعديل

الصنصل هي إحدى قرى عزلة لهاب بمديرية مناخة التابعة لمحافظة صنعاء، بلغ تعداد سكانها 764 نسمة حسب تعداد اليمن لعام 2004.